# اليوم الوطني للناجين من السرطان
اليوم الوطني للناجين من السرطان هو عطلة علمانية يُحتفل بها في أول يوم أحد من شهر يونيو، ويُحتفل به بشكل رئيس في الولايات المتحدة الأمريكية. يهدف هذا اليوم إلى «إظهار أن الحياة بعد تشخيص الإصابة بالسرطان يمكن أن تكون واقعية». وعلى الرغم من أنه يُحتفل به بشكل أساسي في الولايات المتحدة، فإن مؤسسة اليوم الوطني لضحايا السرطان تحاول زيادة شعبيته في بلدان أخرى، وقد حققت بعض النجاحات في هذا الصدد.

## التاريخ
أعلن مريل هاستينغز لأول مرة عن يوم ناجي مرض السرطان الوطني خلال الاجتماع الثاني لمؤتمر التحالف الوطني لناجي مرض السرطان [الإنجليزية] في ألباكركي في نيو مكسيكو، في 20 نوفمبر 1987. وفي وقت لاحق، سجل هاستينغز الاسم خدمةً دوليةً من الفئة 042، كما سجله لدى مكتب الولايات المتحدة لبراءات الاختراع والعلامات التجارية باسم Pulse Publications.

## الفعاليات
عادة ما تستضيف البلدات والمدن والمستشفيات ومجموعات الدعم المحلية فعاليات واحتفالات في اليوم الوطني لضحايا السرطان. يمكن أن تشمل الاحتفالات المسيرات والمهرجانات والمعارض الفنية والمسابقات والشهادات لتكريم الناجين المحليين من السرطان.
في عام 2008، تم افتتاح الاحتفالات بكلمة ألقاها الرئيس الأمريكي آنذاك جورج دبليو بوش ومدير المعهد الوطني للسرطان.
لقد أدرجت أنتيغوا وبربودا المشي والجري جزءً من احتفالاتها منذ عام 2007.

## توسع
تعمل مؤسسة يوم ناجي مرض السرطان الوطني على توسيع نطاق الاحتفالات عالميًا، مع تحقيق نجاح محدود حتى الآن. تشمل الدول المستهدفة كندا، وجزر كايمان، وأنتيغوا، وترينيداد، وتوباغو، وسانت لوسيا، وإيطاليا، وهولندا، والهند، وماليزيا، وجوام . أستراليا وجنوب أفريقيا وساموا الأمريكية.

## الشركات الراعية
تشمل الجهات الراعية المتكررة لليوم الوطني للناجين من السرطان شركة أسترازينيكا، ومجلة كوبينغ، وشركة ليلي للأورام، ومؤسسة آر إيه بلوخ [الإنجليزية] للسرطان.

## روابط خارجية
- اليوم الوطني للناجين من السرطان